# Натаниъл Брандън
Натаниъл Брандън (на английски: Nathaniel Branden; рождено име Нейтън Блументал, на английски: Nathan Blumenthal) е канадско-американски психотерапевт и писател, известен с трудовете си за психологията на самоуважението.

## Биография
Роден е на 9 април 1930 година в Брамптън, Онтарио, Канада. През 1958 г. основава Института „Натаниъл Брандън“, служещ за образователна организация, която разпространява философските принципи на обективизма. Брандън изнася лекционен курс „Основни принципи на обективизма“. Алън Грийнспан, бъдещ председател на Федералния резерв, допринася с лекция „Икономиката на свободното общество“. Офисът на института „Натаниъл Брандън“ е разположен на 120-а източна и 34-та улица в Ню Йорк. Курсът от лекции е представен за първи път в стария хотел „Шератон-Атлантик“ на 34-та улица, а по-късно – в Емпайър Стейт Билдинг.
Брандън е студент и любовник на писателката Айн Ранд. Той има огромен принос в популяризирането на нейната философия, известна като обективизъм.
Умира на 3 декември 2014 година в Лос Анджелис, Калифорния, на 84-годишна възраст.